# Salinar (culture)
Salinar est une culture de l'ancien Pérou qui s'est développée dans la zone côtière des départements actuels d'Áncash et de La Libertad entre 500 av. J.-C. et 300 apr. J.-C.
Salinar en tant que culture a été initialement défini par l'archéologue Rafael Larco Hoyle (1944) dans la vallée de Chicama, sur la base de travaux sur le terrain sur le site du cimetière de Pampa de Jaguey.

## Histoire

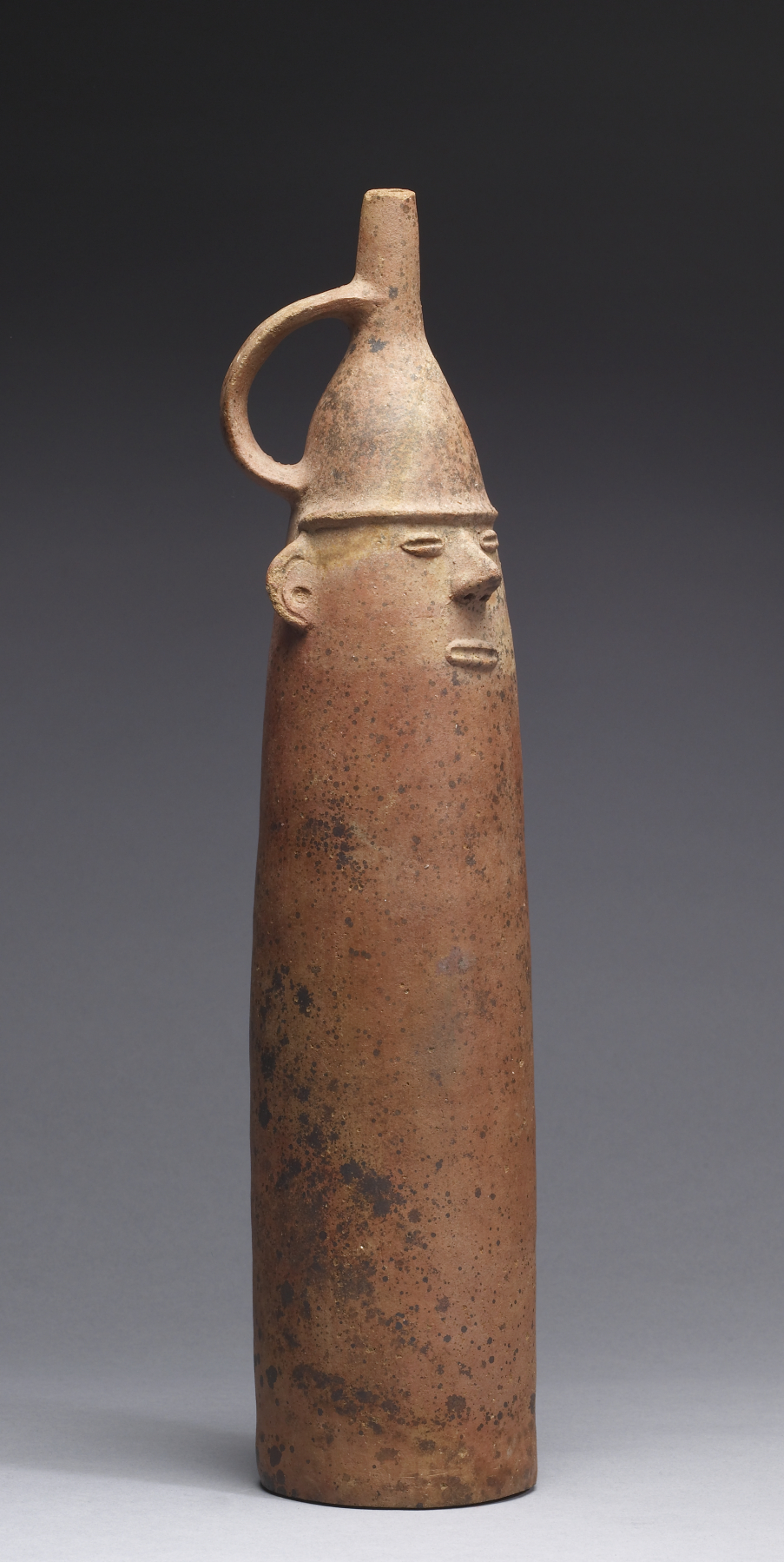
Poterie salinar en forme de bouteille à visage humain.

Lorsque la culture Chavín (vers 1000 av. J.-C. à 200 av. J.-C.) commence à décliner, sur la côte nord, de petits seigneuries en contact entre elles, se joignent et forment la culture salinar, qui commence entre  500 av. J.-C. et 200 av. J.-C. et se termine vers 300 apr. J.-C.
La culture salinar marque donc la transition entre les cultures Cupisnique et Chavín et l'avènement de la culture Mochica. A cette époque, les systèmes d'irrigation ont été étendus, augmentant considérablement la superficie agricole. Les colonies sont généralement petites et isolées, mais il existe des sites de proportions urbaines, comme Cerro Arena dans la vallée du fleuve Moche, près de Trujillo et à 3 km à l'est de la Huaca de la Luna. 
Ce site étendu - fouillé en 2017 - a révélé environ 2 000 structures en pierre réparties sur une superficie de 2 km2, où ont été caractérisés des zones de vie, des centres cérémonial et administratif.
Cette culture qui commence à mener des cérémoniels dans des centres urbains a, en même temps, construit des fortifications au sommet des collines pour protéger ces villages, ce qui indique qu'à cette époque la guerre est généralisée et que tout le peuple y participe.
Dans leurs constructions, ils utilisent de l'adobe modelé à la main, les maisons étant généralement quadrangulaires avec des murs bas et des supports en bois comme colonnes.
Les tombes sont de forme ellipsoïde allongée. Les corps sont allongés les jambes croisées sur le côté droit, enveloppé de tissu et couvert de bijoux et d'offrandes en céramique, presque toujours avec une feuille d'or dans la bouche.

## Céramique

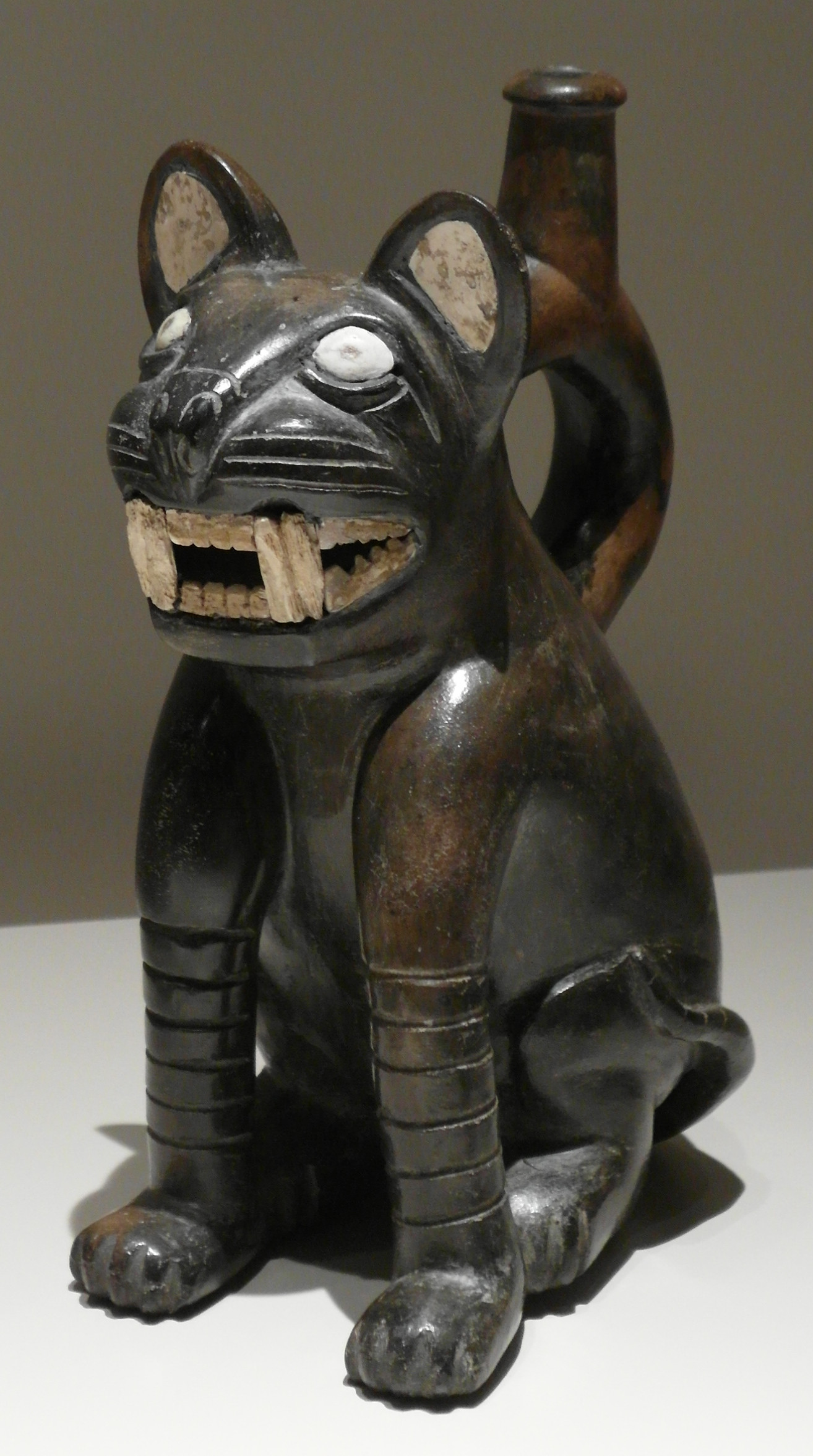
Jaguar - Céramique salinar.

La céramique de salinar perpétue en grande partie les traditions de la céramique cupinisque. Ce qui manque aux vases salinar, cependant, c'est l'élégance artistique de la céramique de leurs prédécesseurs, remplacée par une nouvelle spontanéité. Les motifs décoratifs sculpturaux de la céramique de salinar sont des animaux et des personnes, avec l'ajout d'une nouveauté; la céramique érotique. Les premières représentations érotiques apparaissant parmi les vases moulés.  
La céramique salinar présente un changement par rapport aux époques précédentes, la couleur noire est remplacée par la rouge décorée avec de la peinture blanche, la couleur de fond typique des céramiques Salinar passant de l'orange au beige. Le décor incisé se poursuit toutefois. Des bouteilles avec des poignées en étrier se trouvent à côté des bouteilles à poignée en pont. 
En outre, les artisans de la culture salinar connaissent également le cuivre et seraient les premiers à réaliser l'alliage de ce métal avec de l'or.